# Geranomyia linearis
Geranomyia linearis är en tvåvingeart som beskrevs av Alexander 1915. Geranomyia linearis ingår i släktet Geranomyia och familjen småharkrankar. Inga underarter finns listade i Catalogue of Life.